# Maria Bruchnalska
Maria Bruchnalska (1869– 1944) – lwowska działaczka kobieca i publicystka, badaczka losów kobiet uczestniczek powstania styczniowego.
Była żoną Wilhelma Bruchnalskiego – historyka literatury i profesora uniw. we Lwowie. Mieli synów Romana i Gustawa, legionistę, mjr. WP i lwowskiego dentystę, zamordowanego przez Rosjan.

## Życiorys
Była działaczką kobiecą, działała m.in. w Zjednoczenia Polskich Chrześcijańskich Towarzystw Kobiecych we Lwowie. Była także czynną publicystką na łamach gazet lwowskich. Od 1908 była także członkiem redakcji "Poradnika dla teatrów i chórów włościańskich" Całą swą twórczość a także aktywność odczytową poświęciła udziałowi kobiet w powstaniach narodowych, w Wielkiej Wojnie 1914–1918 oraz w obronie Lwowa (1918–1919). Jej najbardziej znaczącym dziełem była dobrze przyjęta przez środowisko naukowe książka Ciche bohaterki. Udział kobiet w powstaniu styczniowym wydaną w 1933 roku. Jak napisała w jej wstępie wiele piór opracowywało dzieje 1863 r. i znaczny jest dorobek pamiętników, skreślonych przez uczestników tej walki o wolność. Mało w nich jednak bezstronności, a jeszcze mniej uwzględniania udziału w tych zmaganiach, podjętych przez kobietę polską. W zapiskach powstańczych czyta się wprawdzie tu i ówdzie rzucone jakby mimochodem słowa uznania lub zgryźliwej krytyki, z podobnych jednak uwag nie ma się zgoła wyobrażenia i całokształtu o akcji niewiast naszych. Obecnie wkład Bruchnalskiej w rozwój badań nad powstańczymi doświadczeniami kobiet jest niekwestionowany. Badaczka jej twórczości i życia Lidia Michalska-Bracha tak określiła jej dzieło: Bruchnalska w swoim sztandarowym dziele nakreśliła wizerunek kobiet 1863 roku obejmujący różnorodne formy ich aktywności na rzecz powstania, wraz z poprzedzającym go okresem manifestacji patriotycznych oraz postyczniowych represji. Koncepcję cichych bohaterek oparła na losach ponad trzech tysięcy wymienionych w pracy kobiet – uczestniczek powstania styczniowego, kobiet skazanych na zesłanie oraz tzw. dobrowolnych zesłanek. Na tej podstawie określiła katalog cichych bohaterek jako przeciwwagi dla męskiego typu bohaterstwa orężnego, z uwzględnieniem kobiet, które walczyły w powstaniu styczniowym z bronią w ręku lub z własnego życia złożyły „ofiarę na ołtarzu Ojczyzny”, kobiet wspierających powstanie przez organizowanie aprowizacji, pomocy medycznej, ale także tych, które szyły powstańcze sztandary i nosiły żałobne stroje. Warto zaznaczyć, że we wspomnianej pozycji wydała drukiem tylko część zebranych materiałów źródłowych dotyczących udziału kobiet w powstaniu styczniowym i ich losów na zesłaniu. Pozostałe relacje źródłowe jedynie przygotowała do druku i do dziś znajdują się w jej spuściźnie w zbiorach lwowskich i wrocławskich. Dodatkową jej zasługą było przyczynienie się do pozyskania wartościowych źródłowo wspomnień i relacji kobiecych, które należą do rzadkości jeśli chodzi o literaturę pamiętnikarską z okresu powstania styczniowego i losów Polek na zesłaniu. W latach 30. uczestniczyła także w pracach przygotowawczych zainicjowanego przez Ludwika Finkla i Kazimierza Tyszkowskiego „Słownika biograficznego dziejów porozbiorowych”, Była również autorką biogramów do Polskiego Słownika Biograficznego. W roku 2024 nakładem Muzeum Historii Polski i Zakładu Narodowego im. Ossolińskich we Wrocławiu ukazała dwutomowa edycja pracy Marii Bruchnalskiej, poświęcona "Cichym bohaterkom 1863 roku", w opracowaniu naukowym i z komentarzem prof. dr hab. Lidii Michalskiej-Brachy i dr. Emila Noińskiego. 

### Prace Marii Bruchnalskiej
- Polki w kampanii listopadowej, Lwów b.r.w.;
- Cuda Boże nad dziećmi i mieszkańcami Lwowa czasu oblężenia ruskiego r. p. 1918-1919, Lwów 1921.
- Z obrony bohaterskiego Lwowa i Małopolski Wschodniej. Udział ziemianek, Lwów 1930.
- Ciche bohaterki. Udział kobiet w powstaniu styczniowym, Miejsce Piastowe 1933.
- [anonimowo], Jak powstało Muzeum Pamiątek Zasłużonych Polek ?, Lwów b.d.

### Muzeum Zasłużonych Polek we Lwowie
Była także zasłużoną organizatorką muzealnictwa. Z ramienia lwowskiego środowiska kobiecego m.in. uczestniczyła w organizacji wystawy Praca Kobiet w Poznaniu w 1929 roku. Przygotowała na nią dokumentację ikonograficzną i historyczną o udziale Polek w walkach o niepodległość a także ilustrujących pracę oświatowo-kulturalną kobiet i działalność na rzecz równouprawnienia kobiet. Jej głównym dziełem pozostało jednak Muzeum Zasłużonych Polek we Lwowie. Placówka ta powstała z jej inicjatywy jako przewodniczącej sekcji muzealnej Zjednoczenia Polskich Chrześcijańskich Towarzystw Kobiecych we Lwowie przy współudziale Antoniny Machczyńskiej i Eleonory Lubomirskiej. Muzeum zostało otwarte zostało we Lwowie19 stycznia 1930 przy ulicy Ossolińskich 11, w budynku należącym do Ossolineum. Muzeum dokumentowało zagadnienia dotyczące udziału kobiet w polskich zrywach niepodległościowych aż po wydarzenia I wojny światowej i wojny polsko-ukraińskiej uzupełnione o materiały dotyczące zaangażowania kobiet w społecznym ruchu kobiecym oraz różnych innych form aktywności kobiecej: artystycznej i literackiej. W Muzeum były wystawione zachowane listy, pamiętniki, przedmioty z tamtych czasów. Inicjatorka zorganizowania Muzeum, żaliła się, że męski zespół Biblioteki ani dyrektor, ani kustosze nie doceniali inicjatywy, podśmiechiwali się i nie okazywali naukowej pomocy. Funkcjonowanie Muzeum Zasłużonych Polek przerwał wybuch II wojny światowej, a jego zbiory muzealne zostały zdeponowane w lwowskim Ossolineum.

## Literatura
- Lidia Michalska-Bracha, Między pamięcią a historiografią, Kielce 2003,
- Lidia Michalska-Bracha, „Pamięć przeszłości własnej”. Wokół idei Muzeum Zasłużonych Kobiet we Lwowie (1914-1939), w: Pamięć historyczna kobiet, red. M. Przeniosło, K. Sierakowska, Kielce 2009, s. 25-38
- Maria Bruchnalska, Ciche bohaterki 1863. Udział kobiet w powstaniu styczniowym, t. 1, opracowanie naukowe, komentarz i przypisy Lidia Michalska-Bracha, Emil Noiński, Warszawa-Wrocław 2024.
- Maria Bruchnalska, Ciche bohaterki 1863. Kobiety Litwy, Wołynia, Ukrainy, t. 2, opracowanie naukowe, komentarz i przypisy Lidia Michalska-Bracha, Emil Noiński, Warszawa-Wrocław 2024.